# Circuito cittadino di Berlino
Il circuito cittadino di Berlino è un circuito cittadino situato lungo la Karl-Marx-Allee di Berlino, Germania. È stato utilizzato per l'E-Prix di Berlino dalle monoposto elettriche del campionato di Formula E nella stagione 2015-2016, in sostituzione del circuito dell'aeroporto di Berlino-Tempelhof, temporaneamente indisponibile.